# بورو بريموراتش
بورو بريموراتش (5 ديسمبر 1954 البوسنة والهرسك - ) هو لاعب كرة قدم بوسني، شارك في الألعاب الأولمبية الصيفية 1980.

## روابط خارجية
- بورو بريموراتش على موقع قاعدة بيانات كرة القدم.إي يو (الإنجليزية)
- بورو بريموراتش على موقع ناشيونال فوتبول تيمز (الإنجليزية)
- بورو بريموراتش على موقع Soccerway.com (الإنجليزية)
- بورو بريموراتش على موقع عالم كرة القدم.نت (الإنجليزية)
- بورو بريموراتش على موقع أوليمبيديا (الإنجليزية)